# Rubinstrupig tangara
Rubinstrupig tangara (Nemosia rourei) är en akut utrotningshotad fågel i familjen tangaror som enbart förekommer i sydöstra Brasilien.

## Utseende och läten
Rubinstrupig tangara är en 14 cm lång fågel med iögonfallande fjäderdräkt. Den silvervita hjässan övergår till grått på resten av ovansidan, medan vingar och stjärt är svarta. På huvudet syns även svart panna, bred svart ögonmask samt lysande röd strupe och haka. I övrigt är undersidan vit. Ögat är orangeaktigt och benen skära. Sången beskrivs som en komplex serie av tunna melodier, medan lätet består av dubbla visslingar.

## Utbredning och status
Rubinstrupig tangara förekommer endast i sydöstra Brasilien, där den återupptäcktes efter 47 års frånvaro i Espírito Santo. IUCN kategoriserar arten som akut hotad.

## Namn
Fågelns vetenskapliga artnamn hedrar Jean de Roure, en fransk upptäcktsresade i Brasilien.